# Lal Hilditch
George Clarence "Lal" Hilditch (2. juni 1894 – 31. oktober 1977) var en engelsk fodboldspiller. 
Hilditch var født i Hartford, Cheshire, og startede sin fodboldkarriere i Hartford. Han var i et år kaptajn for Manchester United, men blev af ukendte årsager suspenderet. 

## Statistik

### Manager
| Team              | Nat     | Fra          | Til        | Rekord | Rekord | Rekord | Rekord | Rekord |
| Team              | Nat     | Fra          | Til        | G      | W      | D      | L      | Vin %  |
| ----------------- | ------- | ------------ | ---------- | ------ | ------ | ------ | ------ | ------ |
| Manchester United | England | Oktober 1926 | April 1927 | 30     | 9      | 7      | 14     | 30.00  |